# Asfaltgranulaat
Asfaltgranulaat (voorheen: breekasfaltcement, BRAC) is een homogeen mengsel van asfaltgranulaat, cement, natuurlijk zand en water. Het asfaltgranulaat wordt verkregen door het breken van asfaltpuin of het frezen (en daarna breken) van bitumineuze wegverhardingen.
Asfaltgranulaat kan zowel op het werk gemaakt worden als in een fabriek gemengd. Als het op het werk gemaakt wordt worden componenten afzonderlijk in lagen aangebracht, waarna het gemengd wordt tot een homogene laag.
Er bestaan verschillende soorten mengsels die als funderingsmateriaal worden verwerkt.
- (T)AGRAC - (Teerhoudend) Asfaltgranulaatcement
- (T)AGREC - (Teerhoudend) Asfaltgranulaatcementemulsie
- (T)FRAC - (Teerhoudend) Freesasfaltgranulaatcement

## Referentie
- Project CT03.10 “Duurzame onderhoudsstrategie voor voorzieningen op slappe bodem”